# Iconoclasmul bizantin

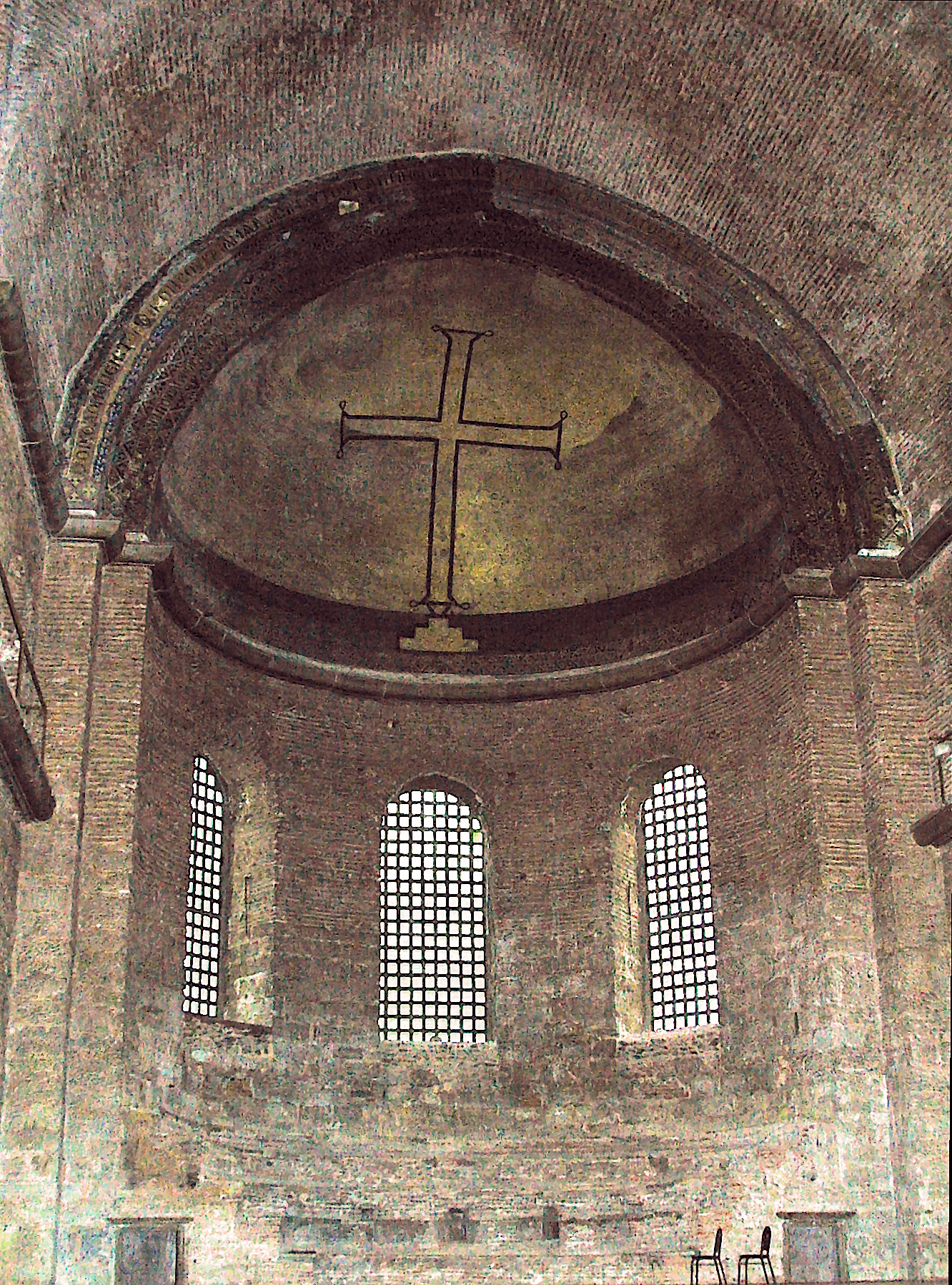
Biserica Hagia Irene: icoanele au fost înlocuite cu o simplă cruce.

Iconoclasmul bizantin a fost doctrina oficială iconoclastă a Imperiului bizantin și a bisericii bizantine între anii 726-843, care a impus distrugerea icoanelor și pedepsirea celor ce li se închinau. Politica iconoclastă a reprezentat, de asemenea, reforme sociale, politice, administrative și legislative.
Pe tărâm dogmatic controversele cristologice s-au încheiat în secolul al VII-lea. După ce Biserica a clarificat de fiecare dată dreapta credință, a fost declanșată critica la adresa unui aspect practic al cultului, anume venerarea icoanelor. Iconoclasmul secolelor VIII-IX a începutul înainte de domnia împăratului Leon al III-lea (717-741), dar în timpul acestui împărat a luat o mare amploare. Împăratul i-a persecutat pe partizanii cultului icoanelor (iconoduli), și a  intrat din acest motiv în conflict deschis cu papii Grigore al II-lea și Grigore al III-lea.
Împăratul iconoclast Constantin al V-lea (741-775) a dispus de asemenea măsuri drastice împotriva adversarilor săi, între care s-a numărat călugărul Ștefan cel Nou, condamnat la moarte și executat. 

## Motive
Iconoclasmul însemna, la acea vreme, dorința de respectare a poruncii a doua din Decalog:
"Să nu-ți faci chip cioplit și niciun fel de asemănare a niciunui lucru din câte sunt în cer, sus, și din câte sunt pe pământ, jos, și din câte sunt în apele de sub pământ!

Să nu te închini lor, nici să le slujești, că Eu, Domnul Dumnezeul tău, sunt un Dumnezeu zelos, care pedepsesc pe copii pentru vina părinților ce Mă urăsc pe Mine, până la al treilea și al patrulea neam, Și Mă milostivesc până la al miilea neam către cei ce Mă iubesc și păzesc poruncile Mele." Ieșirea (Cartea Exodului) 20:4-6.
Expansiunea iconoclasmului a avut mai multe cauze. Diferite scrieri sugerează că cel puțin o parte a motivului pentru înlăturarea icoanelor pare să fi fost înfrângerile militare suferite în luptele împotriva musulmanilor și o erupție vulcanică pe insula Thera. Este posibil ca Leon să fi considerat această erupție ca o dovadă a mâniei lui Dumnezeu împotriva adorării icoanelor de către Biserică. În timpul luptelor contra arabilor, Leon a observat valorile puritane arabe care socoteau arta religioasă drept idolatrie și a crezut că imperiul său va câștiga războiul dacă va proceda la fel.
A existat o continuă opoziție față de imagini și abuzul lor în creștinism din cele mai vechi timpuri ale sale. „Oricând imaginile amenințau să obțină influență prea mare, teologii au căutat să le lipsească de puterea lor”. Mai departe, „nu există vreun secol între al IV-lea și al VIII-lea în care să nu existe dovezi de opoziție din cadrul Bisericii față de folosirea imaginilor”. Popularitatea icoanelor le-a garantat existența în timp ce nu au existat apologii sistematice pentru sau contra lor, ori vreo autorizare sau condamnare oficială a folosirii lor.
Folosirea icoanelor a fost serios atacată de către autoritățile Imperiului Bizantin în secolul al VIII-lea. Deși în acel moment opoziția față de imagini era puternic înrădăcinată în iudaism și islam, atribuirea unui elan către o mișcare iconoclastă din partea evreilor și musulmanilor de către ortodoxia răsăriteană „pare să fi fost puternic exagerată, atât de contemporani cât și de istoricii moderni”.

## Încheierea crizei iconoclaste

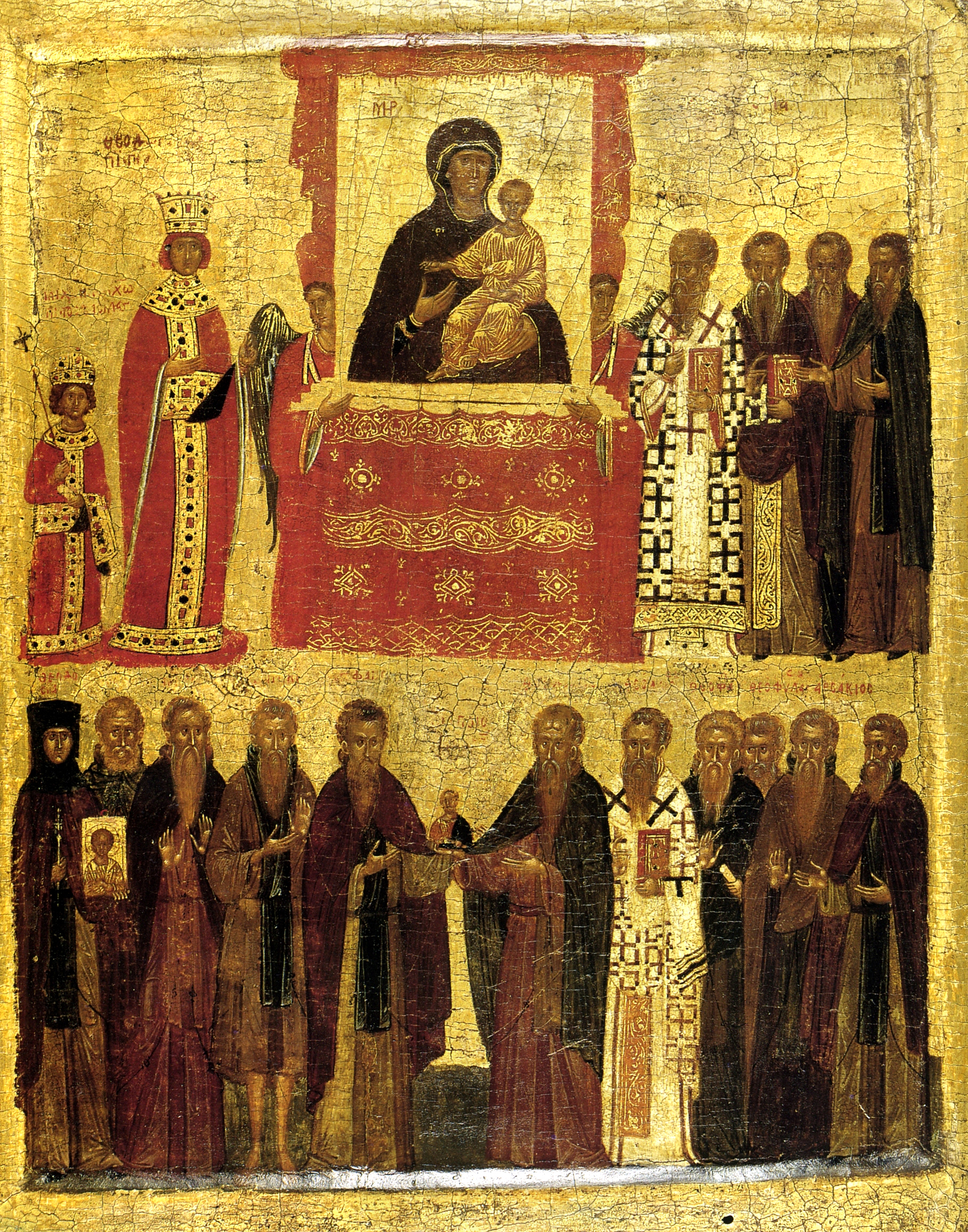
Triumful dreptei credințe, icoană greacă din secolul al XIV-lea. Sus în stânga imaginii este împărăteasa Teodora a II-a, susținătoarea cultului icoanelor la Constantinopol.

În cadrul celui de-al doilea conciliu de la Niceea, iconoclasmul a fost declarat erezie și s-a revenit la folosirea icoanelor. 
Reforma Protestantă din secolul al XVI-lea a readus practica iconoclastă,  multe opere de artă din bisericile romano-catolice medievale fiind atunci distruse, între care fresce și statui.